# شهرك فجر (فسارود)
شهرك فجر (بالفارسية: شهرک فجر) هي قرية تقع في إيران في البلدة المركزية. يقدر عدد سكانها بـ 1,532 نسمة .